# Karl Kordesch
Karl Kordesch (né à Vienne le 18 mars 1922 et mort le 12 janvier 2011 à Eugene, dans l'État d'Oregon (États-Unis)), est un chimiste et inventeur autrichien, principalement connu pour être l’un des co-inventeurs de la pile alcaline.

## Biographie
Karl Kordesch étudia la chimie et la physique à l’université de Vienne, et obtint son diplôme de docteur ès sciences en 1948. De 1948 à 1953, il travailla à l’institut de chimie de cette université. Recruté comme membre de l’Opération Paperclip, il se rendit aux États-Unis, où, de 1953 à 1955, il fut le chef de l’unité Piles de l’U.S. Signal Corps à Fort Monmouth (en). 
En 1955, il commença à travailler pour la société Union Carbide dans l’Ohio, avec deux compatriotes autrichiens. Il dirigea deux groupes de recherche : l’un concernait le développement de la pile au dioxyde de manganèse, le deuxième était consacré aux piles à combustible. Pendant cette période, Kordesch déposa 22 brevets.
En 1957, Karl Kordesch, Paul A. Marsal et Lewis Urry déposèrent le brevet américain (2,960,558) pour la pile alcaline sèche, qui devint la pile Eveready modèle D. Ce brevet fut reconnu en 1960 et attribué à Union Carbide.
Une autre contribution fondamentale de Karl Kordesch fut la création de la pile à combustible à couche mince de carbone. Il présenta une démonstration de cette pile à l'Exposition universelle de 1958 à Bruxelles, en transportant la pile dans une mallette.
En 1967, il construisit un accumulateur NiCd pour moto hybride. La moto fut montrée dans des publicités pour le programme 21st Century, animé par Walter Cronkite,.
En 1970, il adapta sur sa propre Austin A40 une pile à combustible à hydrogène, et s’en servit en tant que véhicule pour son usage personnel. Le véhicule pouvait contenir 4 passagers et avait une autonomie de 180 miles. La conception de sa pile à combustible fut reprise dans la pile à combustible du véhicule Electrovan de General Motors.
In 1977, il quitta Union Carbide et retourna en Autriche, en tant que directeur de l’Institut des technologies minérales à l'université technique de Graz (TU Graz). 
De 1981 à 1983, Kordesch fut secrétaire général de la Société internationale d'électrochimie (International Society of Electrochemistry, ISE), puis de 1983 à 1985, doyen de la Faculté des sciences et de technologie de Graz.
Il reprit ses travaux sur les piles alcalines, initialement considérées comme des piles primaires, pour étudier comment on pouvait obtenir des piles secondaires (et donc des accumulateurs). Pleinement conscient de la réversibilité partielle de la pile alcaline, il étudia comment augmenter le nombre de cycles que celles-ci pouvaient fournir, ainsi que les méthodes permettant de réduire le dégagement d'hydrogène associé à la recharge. Les améliorations consistaient à modifier la structure de l'anode en zinc par ajout d'une petite quantité d'autres métaux (par exemple, le bismuth, ou le plomb), à modifier légèrement la cathode en dioxyde de manganèse, à améliorer la qualité du séparateur et du joint. Il publia ses principaux résultats et déposa les brevets correspondants dans les années 1980 et 1990.

Il fonda la société Battery Technologies Inc. (BTI), créa une usine de production pilote, et démarra des négociations avec l'une des plus grandes sociétés américaines, la société Rayovac. Celle-ci fabriqua les premières piles alcalines rechargeables (connues en anglais sous le nom de piles RAM, Rechargeable Alkaline Manganese) sous la marque Renewal.
En 1997, il devint vice-président d'Apollo Energy Systems, et continua le développement de la pile à combustible. Il eut la satisfaction de voir le véhicule électrique et le véhicule hybride revenir sur le devant de la scène, 40 ans après ses premiers travaux.
Durant sa longue carrière, il a déposé environ 120 brevets, rédigé de nombreux livres qui font autorité en électrochimie, et plus de 200 publications sur le thème des piles et des accumulateurs.

## Sélection de travaux significatifs
- Einsatz der Brennstoffzellentechnologie für die dezentrale Energienutzung II, 1999, with Günter Simader (de)
- Fuel Cells and Their Applications, with Günter Simader, 2007,  (ISBN 3-527-29777-4)
- Batteries: Volume 1 – Manganese Dioxide, New York, 1974,  (ISBN 0-8247-6084-0)

## Distinctions
- 1967 : Médaille Wilhelm Exner[9].
- 1986 : Technology Award (Vittorio de Nora Award) of the U.S. Electrochemical Society (en)[10].
- 1990 : Prix Erwin Schrödinger de l'Académie autrichienne des sciences[11].
- 1990 : Docteur honoris causa de l'université technique de Vienne[12].
- 1992 : Médaille Auer v. Welsbach de la Société des chimistes autrichiens[13].
- 1992 : Médaille d'or du Land de Styrie (Großes Goldenes Ehrenzeichen des Landes Steiermark)[14].